# Roger De Neef
Roger De Neef o Deneef, (Lokeren, 1 d'abril de 1905 - Lokeren, 25 d'octubre de 2001) fou un ciclista belga, que va destacar en les curses de sis dies en què va aconseguir cinc victòries en trenta-cinc curses.
El 1940, quan competia als Sis dies de Buenos Aires, Bèlgica va ser ocupada en el transcurs de la Segona Guerra Mundial, i no va poder tornar al seu país. Es va oferir com a voluntari a l'ambaixada belga i va marxar al Canadà i més tard al Regne Unit. El 1944 va participar com paracaigudista en la batalla de les Ardenes i va ser guardonat pel seu treball amb la Creu de Guerra. Quan va tornar, després de la guerra, va trobar la seva família, no els havia vist des de feia cinc anys. En anys posteriors, De Neef es dedicà a la política local, va ser regidor i tinent d'alcalde a la seva ciutat natal.

## Palmarès
- 1929
  - 1r als Sis dies de Colònia (amb Pierre Goossens)
- 1931
  - 1r als Sis dies de Brussel·les (amb Adolphe Charlier)
- 1933
  - 1r als Sis dies de Berlín (amb Albert Buysse)
- 1935
  - 1r als Sis dies de Brussel·les (amb Adolphe Charlier)
- 1936
  - 1r als Sis dies d'Anvers (amb Camile Dekuysscher)